# Santa Martha, Zinacantepec
Santa Martha är en ort i Mexiko.   Den ligger i kommunen Zinacantepec och delstaten Mexiko, i den sydöstra delen av landet, 60 km väster om huvudstaden Mexico City. Santa Martha ligger 2 692 meter över havet och antalet invånare är 156.
Terrängen runt Santa Martha är varierad. Runt Santa Martha är det mycket tätbefolkat, med 2 103 invånare per kvadratkilometer. Närmaste större samhälle är Toluca, 8,6 km sydost om Santa Martha. Runt Santa Martha är det i huvudsak tätbebyggt.